# کوولفکس (داکوتای شمالی)
کوولفکس(به انگلیسی: Colfax) شهری در ایالت داکوتای شمالی کشور ایالات متحده آمریکا است که جمعیت آن در سرشماری سال ۲۰۱۰ میلادی، ۱۲۱ نفر بوده‌است.